# Retable Requin
Le retable Requin est un tableau réalisé vers 1445-1450 par le peintre français Enguerrand Quarton, membre éminent de l'école de peinture d'Avignon.
Cette peinture à l'huile sur panneau de bois respecte les principes de la « conversation sacrée » de l'iconographie chrétienne : elle représente Marie et l'Enfant Jésus trônant en majesté entre Jacques de Zébédée et un saint évêque, probablement Agricol d'Avignon, en isocéphalie. La composition comprend également deux donateurs de taille réduite  car ils ne sont ni saints ni intercesseurs, aux pieds des figures principales ;  ils ont été rendus plus visibles par une restauration qui a supprimé des repeints figurant Jean le Baptiste, et ils demeurent non identifiés.
L'œuvre est manifestement le retable d'une église de la région d'Avignon encore non localisée. Don du chanoine Henri Requin au début du XXe siècle, elle fait désormais partie des collections du musée Calvet, mais se trouve en dépôt au musée du Petit Palais.